# Ray Still
Ray Still   (Elwood, 12 de març de 1920 - Woodstock, 12 de març de 2014) va ser un oboista clàssic nord-americà. Va ser l'oboè principal de l'Orquestra Simfònica de Chicago durant 40 anys, de 1953 a 1993.

## Biografia
Va néixer a Indiana, i es va traslladar a Los Angeles quan era adolescent. Va començar a estudiar clarinet als 14 anys, i va fer d'acomodador voluntari en els concerts de l'Orquestra Filharmònica de Los Angeles, on va escoltar l'oboista belga Henri de Busscher, l'estil del qual el va inspirar a canviar a l'oboè als 16 anys. El seu primer professor d'oboè va ser Philip Memoli, que va tocar el segon oboè davant de Busscher a l'Orquestra Filharmònica de Los Angeles. De 1941 a 1943, Still va ser membre de la reserva del Servei de Transmissions de l'exèrcit dels EUA i va estudiar enginyeria elèctrica a la Universitat dels Estats del Pacífic (Pacific States University). Va estar a l'exèrcit dels EUA de 1943 a 1946, i va treballar principalment en radar. Es va matricular a la Juilliard School of Music de Nova York l'estiu de 1946 i hi va assistir durant gairebé dos anys. Va estudiar oboè al principi amb Bruno Labate, i més tard amb Robert Bloom, l'oboista principal de la NBC Symphony Orchestra d'Arturo Toscanini, tot i que Bloom no va ensenyar a Juilliard.

## Carrera interpretativa
L'estil de l'oboè de Still tenia elements tant de l'estil europeu més relaxat com de l'estil americà més controlat, amb el to cantant que admirava a De Busscher, Labate i Bloom. Per exemple, un dels seus alumnes, Michael Rosenberg, ha tocat en orquestres alemanyes, on l'estil americà no és popular. L'estil americà provenia principalment de Marcel Tabuteau, que havia ensenyat a Robert Bloom al Curtis Institute; encara va dir que fins a principis dels anys setanta, era l'únic oboista principal d'una gran orquestra nord-americana que no havia estudiat amb Tabuteau. Es va sentir més afalagat quan els crítics el van comparar amb grans cantants, com va fer un crític a Londres quan va fer concerts d'oboè amb l'Acadèmia de Londres el 1985, o amb grans músics de jazz, com va fer un crític en una ressenya del seu enregistrament de Bach Cantata de noces.
Les seves posicions d'oboè amb orquestres professionals van ser:
- Segon oboè amb la Filharmònica de Kansas City de 1939 a 1941.
- Oboè principal de la Buffalo Philharmonic amb William Steinberg, 1947-1949.
- Oboè principal amb la Baltimore Symphony amb Reginald Stewart i Massimo Freccia, 1949-1953.
- El 1953 va ser contractat per Fritz Reiner, el recentment nomenat director musical de l'Orquestra Simfònica de Chicago.[5] El càrrec va ser d'assistent de primer oboè, però va passar a l'oboè principal el 1954. Va romandre en aquest càrrec fins al 1993, després va tocar amb els directors musicals Jean Martinon de 1963 a 1968, Georg Solti de 1969 a 1991 i Daniel Barenboim de 1991 a 1991
- L'únic buit en 40 anys amb la Simfònica de Chicago va arribar quan va ser acomiadat per Martinon el maig de 1967. Encara va lluitar contra l'acomiadament, el cas va passar a arbitratge i el van tornar a contractar set mesos després.[6][7]

També va tenir una àmplia carrera interpretant i gravant música de cambra, com ara l'Aspen Music Festival de Colorado, el Escola i Festival de Música de Marlboro de Vermont i el Stratford Shakespeare Festival d'Ontario, Canadà, que solia incloure un festival de música. Va actuar i va entrenar estudiants a nombrosos altres festivals de música a Europa, Japó, Xina, Corea i Mèxic. Les seves posicions d'ensenyament d'oboè inclouen:
- Peabody Institute a Baltimore de 1949 a 1953
- Universitat Roosevelt a Chicago de 1954 a 1957
- Northwestern University a Evanston, Illinois; Professor de música de 1960 a 2003

Northwestern el va convidar a presentar una sèrie de classes magistrals l'any 2010 en honor al seu 90è aniversari, un esdeveniment que també es va repetir la setmana del seu aniversari a l'emissora de ràdio de música clàssica de Chicago WFMT, que va reproduir moltes de les seves gravacions i un documental d'àudio de dues hores sobre la seva carrera.
També va tenir molts estudiants particulars. Molts dels seus estudiants van passar a tocar a les principals orquestres i ensenyar a les principals universitats del món. Els seus antics alumnes inclouen Sherie Aguirre, Stephen Caplan, Ricardo Castaneda, Mark Christianson, Peter Cooper, John Dee, Marc Gordon, Michael Henoch, Yoko. Kojima, Humbert Lucarelli, Patrick McFarland, Jane Marvine, Robert Morgan, Nora Post, Christopher Raphael, Michael Rosenberg, Grover Schiltz, Mark Seerup, Ian Shafer, Robert Sheena, Carl Sonik, Linda Strommen, Rudy Vrbsky i Keisuke Wakao.

## Jubilació
Després de la seva jubilació de Northwestern el 2003, es va traslladar a Annapolis, Maryland, amb la seva estimada dona Mary i el seu fill James per viure a prop de la família. Allà va continuar donant classes magistrals i lliçons. Mary i James van morir el 2012. El 2013, es va traslladar a Saxtons River i més tard a Woodstock (Vermont), per viure a prop de la família. Va morir a Woodstock el dia del seu 94è aniversari, envoltat de família i escoltant la Passió segons Sant Mateu de Bach.

## Discografia seleccionada
- Strauss Oboe Concerto, Bach Oboe d'amore Concerto BWV 1055, Marcello Oboe Concerto, i tres Simfonies de Bach; Academy of London, dirigida per Richard Stamp. Virgin Classics/Virgo.
- Mozart Oboe Concerto, K 314, Chicago Symphony Orchestra, Claudio Abbado, Deutsche Grammophon. Cadències de Thomas Still (el seu fill).
- Bach Double Concerto for Violin & Oboe en D minor, BWV 1060R, amb Itzhak Perlman i la Filharmònica d'Israel. Angel.
- Bach: Brandenburg Concerto No. 2, BWV 1047; Brandenburg Concerto No. 5, BWV 1050 (no oboè); Cantata No. 202 "Wedding Cantata"' (el darrer amb Kathleen Battle, soprano); Orquestra Simfònica de Chicago al Festival Ravinia, James Levine, director i sol de clavecí al número 5. RCA.[4]
- RAY STILL: Una llegenda de Chicago. Sonates per oboè barroques de J. S. Bach, Haendel, Telemann i Vivaldi. Ray Still, oboè; Leonard Sharrow (fagot, a Handel, Telemann & Vivaldi); Robert Conant (clavicèmbal, a Telemann & Vivaldi); Thomas Still (clavicèmbal, en Bach). Nimbus.[30]
- Serenata núm. 11 de Mozart, K 375 per a octet de vent, i quatre de les peces líriques de Grieg arranjades per a octet de vent. Chicago Symphony Winds (organitzat i dirigit per Still), només LP, Sheffield Lab, gravat directament al disc, 1983.
- Quintet de Mozart per a piano i vent, K 452, amb piano James Levine, clarinet Clark Brody, trompa Dale Clevenger i fagot Willard Elliot. Música de Ravinia Vol. 3 (membres de Chicago Symphony); Només LP. (amb Mozart Piano Quartet K. 478)
- Quartets d'oboè de Mozart, Wanhal, JC Bach i Stamitz, amb violí Itzhak Perlman, viola Pinchas Zukerman i violoncel Lynn Harrell. Només LP, EMI, 1981.[31] L'enregistrament del quartet de Mozart ha estat en CD en algunes cofres de Perlman.
- Mozart Oboe Quartet, K 370, amb membres del Quartet de Belles Arts. Concert Disc LP, 1958 (amb quintet de trompa de Mozart), i CD Boston Skyline, 1996 (amb quartets de flautes de Mozart).
- Poulenc Trio per a piano, oboè i fagot i Romances de Schumann, amb Milan Turković, fagot al Poulenc, i John Perry, piano. Telefunken, només LP.
- Hindemith Sonata per a oboè i piano. Amb sonates per a viola i fagot de Hindemith. John Perry, piano. Telefunken, només LP.

Va tocar l'oboè principal en gairebé tots els enregistraments de la Simfònica de Chicago entre 1954 i 1993, i va tocar l'oboè principal a l'òpera Samson et Dalila gravada amb la Simfònica de la NBC amb Stokowski a principis dels anys 50, substituint Robert Bloom.